# 노브고로드 공
노브고로드 공(러시아어: Князь новгородский)은 노브고로드를 지배했던 공의 칭호이다.

## 역대 공
- 류리크 1세
- 올레크 베시
- 이고리 류리코비치
- 성녀 올가
- 스뱌토슬라프 1세 이고레비치
- 성 블라디미르 1세 스뱌토슬라비치
- 야로폴크 1세 스뱌토슬라비치
- 뱌체슬라프 1세 블라디미로비치
- 야로슬라프 1세 블라디미로비치
- 블라디미르 2세 야로슬라비치
- 이자슬라프 1세 야로슬라비치
- 므스티슬라프 1세 이자슬로비치
- 글레프 스뱌토슬라비치
- 스뱌토폴크 1세 이자슬로비치
- 므스티슬라프 2세 야로슬라비치
- 다비트 1세 스뱌토슬라비치
- 프세볼로트 1세 므스티슬라비치
- 스뱌토폴크 2세
- 프세볼로트 1세 므스티슬라비치
- 스뱌토슬라프 2세 올고비치
- 스뱌토폴크 2세
- 로스티슬라프 1세 유리예비치
- 스뱌토슬라프 2세 올고비치
- 스뱌토슬라프 3세 프세볼로도비치
- 로스티슬라프 1세 유리예비치
- 스뱌토폴크 2세
- 야로슬라프 2세 이자슬라비치
- 로스티슬라프 1세 므스티슬라비치
- 다비트 1세 로스티슬라비치
- 므스티슬라프 3세 유리예비치
- 스뱌토슬라프 4세 로스티슬라비치
- 므스티슬라프 4세 로스티슬라비치
- 스뱌토슬라프 4세 로스티슬라비치
- 로만 1세 므스티슬라비치
- 류리크 2세 로스티슬라비치
- 유리 1세 보골륩스키
- 스뱌토슬라프 5세 므스티슬라비치
- 므스티슬라프 4세 로스티슬라비치
- 야로슬라프 3세 므스티슬라비치
- 므스티슬라프 4세 로스티슬라비치
- 야로폴크 2세 로스티슬라비치
- 로만 2세 로스티슬라비치
- 므스티슬라프 5세 로스티슬라비치
- 블라디미르 3세 스뱌토슬라비치
- 야로슬라프 4세 블라디미로비치
- 므스티슬라프 6세 다비도비치
- 야로슬라프 4세 블라디미로비치
- 야로폴크 3세 야로슬라비치
- 야로슬라프 4세 블라디미로비치
- 스뱌토슬라프 6세 프세볼로도비치
- 콘스탄틴 1세 프세볼로도비치
- 스뱌토슬라프 6세 프세볼로도비치
- 므스티슬라프 7세 므스티슬라비치
- 야로슬라프 5세 프세볼로도비치
- 므스티슬라프 7세 므스티슬라비치
- 스뱌토슬라프 7세 므스티슬라비치
- 프세볼로트 2세 므스티슬라비치
- 프세볼로트 3세 유리예비치
- 야로슬라프 5세 프세볼로도비치
- 프세볼로트 3세 유리예비치
- 성 미하일 1세 프세볼로도비치
- 야로슬라프 5세 프세볼로도비치
- 성 알렉산드르 1세 야로슬라비치 넵스키
- 성 미하일 1세 프세볼로도비치
- 로스티슬라프 3세 미하일로비치
- 야로슬라프 5세 프세볼로도비치
- 성 알렉산드르 1세 야로슬라비치 넵스키
- 안드레이 1세 야로슬라비치
- 성 알렉산드르 1세 야로슬라비치 넵스키
- 바실리 1세 알렉산드로비치
- 야로슬라프 6세 야로슬라비치
- 바실리 1세 알렉산드로비치
- 성 알렉산드르 1세 야로슬라비치 넵스키
- 드미트리 1세 알렉산드로비치
- 바실리 2세 야로슬라비치
- 야로슬라프 6세 야로슬라비치
- 바실리 2세 야로슬라비치
- 드미트리 1세 알렉산드로비치
- 바실리 2세 야로슬라비치
- 드미트리 1세 알렉산드로비치
- 안드레이 2세 알렉산드로비치
- 드미트리 1세 알렉산드로비치
- 안드레이 2세 알렉산드로비치
- 성 미하일 2세 야로슬라비치
- 아파나시 다닐로비치
- 성 미하일 2세 야로슬라비치
- 아파나시 다닐로비치
- 유리 2세 다닐로비치
- 알렉산드르 2세 미하일로비치
- 이반 1세 다닐로비치 칼리타
- 시메온 이바노비치 고르디
- 이반 2세 이바노비치 크라스니
- 드미트리 2세 콘스탄티노비치
- 성 드미트리 3세 이바노비치 돈스코이
- 바실리 1세 드미트리예비치
- 바실리 2세 바실리예비치 템니
- 이반 3세 바실리예비치 벨리키